# Ґатзон Борґлум
Джон Ґатзон де ла Мот Борґлум (англ. John Gutzon de la Mothe Borglum; 25 березня 1867 — 6 березня 1941) — американський художник та скульптор, найбільш відомий своєю роботою на горі Рашмор. Його ім'я також пов'язано з різними іншими публічними витворами мистецтва в США, включаючи гору Стоун-Маунтен в Джорджії, статуєю генерала Армії союзу Філіпа Шерідана у Вашингтоні, округ Колумбія, і в Чикаго, а також погруддям Авраама Лінкольна, виставленим у Білому домі Теодором Рузвельтом, і який зараз зберігається в склепі Капітолію Сполучених Штатів у Вашингтоні, округ Колумбія.

## Життєпис

### Ранні роки
Джон Ґатзон де ла Мот Борґлум народився 17 березня 1867 року на території Айдахо в Овіді, місцевості, яка зараз переписною місцевістю в окрузі Бер-Лейк, Айдахо. Його батьками були Єнс (Джеймс) Мьоллер Хаугаард Борґлум, навернений до мормонів тесля з Данії, і Крістіна Мікельсен (пізніше Крістіна Майкелсон). Джеймс також мав ще одну дружину, сестру Крістіни Іду. Крістіна була другою дружиною, відповідно до заповідей мормонської церкви. Незабаром після народження Ґатзона його батько із Крістіною та Ґатзоном переїхав до Огдену, Юта, де працював на будівництві залізничної колії. Інша дружина Джеймса, Іда, з її дітьми залишилась в Овіді, Айдахо. Заробітки дозволили Джеймсу Борґлуму купити земельну ділянку та будинок в Огдені. Потім Джеймс перевіз до Огдену Іду з її дітьми. Коли Ґатзону було 2 роки, в 1868 році його мати Крістіна народила другу дитину — Солона Ганнібала Борґлума. А через півроку Іда також народила сина Артура.
Коли в Огдені з'явилась залізниця, Джеймс Борґлум продав там своє майно та купив квиток до Омахи, де знаходилась сім'я Іди та Крістіни. В цей час Джеймс вже розчарувався у мормонізмі, і вирішив покинути мормонську територію. У 1870 Борґлуми прибули до Омахи, де, натхнений гомеопатом та ветераном громадянської війни Сіссоном, батько Ґатзон також вирішив стати гомеопатом. Сіссон допоміг Джеймсу Борґлуму із підготовкою до вступу до Міссурійського медичного коледжу в Сент-Луїсі.
В 1871 році Джеймс, з Ідою та п'ятьма дітьми, включаючи Ґатзона, переїхав до Сент-Луїса, а мати Ґатзона залишилась в Омасі. П'ятирічний Ґатзон тяжко переживав розлуку з матір'ю. Невдовзі після того, як Джеймс поїхав до Сент-Луїсу, Крістіна одружилась із Гаррі Вілсоном, з яким у неї було троє дітей. Згодом Крістіна з дітьми переїхала до Лос-Анджелесу. Біограф Борґлума Говард Шефф вважає, що вона переїхала до Лос-Анджелесу, коли вже овдовіла. В 1874 році Джеймс Борґлум закінчив Міссурійський медичний коледж та повернувся до Омахи, щоб відкрити медичну практику. Через кілька місяців він помінявся із практикою із доктором В. Дж. Ергартом та переїхав до Фрімонту, Небраска. У Фрімонті Джеймс остаточно розірвав зв'язки з мормонізмом: він похрестив усіх своїх дітей у католицькій церкві Святого Патріка в Фрімонті. Усі діти, крім Ґатзона та Солона, були записані дітьми Джеймса та Іди. Ґатзон та Солон були записані дітьми Крістіни та Джеймса без будь-яких пояснень.
Згодом Борґлуми знову повернулись до Омахи. Ґатзон отримав лише трохи формальної освіти. Говард Шефф писав, що можливо Ґатзон отримував якусь освіту в Сент-Луїсі, хоча не залишилось записів, про те, що він відвідував якусь школу. В 1882 році Ґатзона послали вчитись в католицькій школі-інтернаті Святої Марії в Канзас-Сіті, Міссурі. В тому ж році Ґатзон покинув школу та повернувся до сім'ї в Омаху. Записи також показують, що він відвідував старшу школу в Омасі, яка згодом стала Крейтонським університетом.

### Каліфорнія (1884—1890)

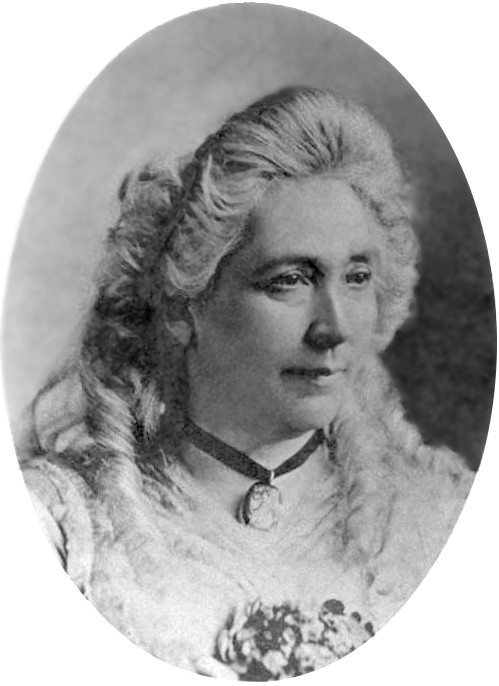
Джессі Фремонт

Коли Ґатзону було 17 років, у 1884 Борґлуми переїхали до Лос-Анджелесу. Джеймс Борґлум орендував великий будинок для всієї сім'ї та для офісу медичної практики. Згодом його медична практика почала приносити достатній дохід для того, щоб Джеймс міг стати ріелтором. В Лос-Анджелесі Ґатзон влаштувався підмайстром до різьбяра у літографічній компанії. На цій роботі він пропрацював шість місяців. Після цього він став членом групи фрескових живописців. Невдоволений заробітками, Ґатзон покинув роботу фрескового живописця, та почав вивчати живопис у студії художниці Лізи (Елізабет) Путнем, яка була старшою за нього на 18 років, та з якою в нього зав'язались стосунки. У 1888 році Сан-франциська мистецька асоціація запропонувала Лізі викладацьку роботу у Сан-Франциско, і вона погодилась. Ґатзон переїхав до Сан-Франциско разом з нею. На той час його сім'я вже втомилась від життя в Лос-Андежелесі. Його батько продав своє майно в Пасадіні, і на ці гроші придбав ранчо у Небрасці. Ґатзон залишився із Лізою у Сан-Франциско, де навчався в Сан-франциській мистецькій асоціації.
Через кілька місяців після переїзду до Сан-Франциско, Борґлум повернувся до Лос-Анджелесу, де відкрив художню студію, в якій працював над картинами. Зокрема, він почав працювати над великою картиною, на якій зображувався діліжанс із шістьма конями на крутій гірській дорозі. Ця та інші картини отримали гарні відгуки, і завдяки їй на роботу Борґлума звернула увагу американська письменниця та політична активістка Джессі Бентон Фремонт. Джессі замовила Борґлуму портрет свого чоловіка, Джона Фремонта — військовика та політика, кандидата в президенти США. Борґлум завершив портрет в 1888 році. Джессі Фремонт рекомендувала Борґлума своїм впливовим друзям, у тому числі залізничному магнату Коллісу Гантінгтону, колишньому губернатору Каліфорнії Ліленду Стенфорду та молодому Теодору Рузвельту. Крім того, до Борґлума в Лос-Анджелес повернулась Ліза Путнем, і вони одружились 15 вересня 1889 року. Після медового місяцю, який Борґлуми провели на західному узбережжі, вони повернулись до Лос-Анджелесу, де Борґлум продовжував працювати над картинами, а його дружина зайнялась викладанням образотворчого мистецтва. Борґлум був активним у лос-анджелеському мистецькому товаристві: він допоміг заснувати Лос-анджелеський художній клуб, перша зустріч якого проходила в студії Борґлума, а також став віце-президентом клубу.
Борґлум почав замислюватись над подорожжю до Європи, щоб продовжити навчання образотворчому мистецтву. У 1889 він завершив картину із зображенням диліжанса, запряженого шістьма кіньми, що мчить гірською дорогою. Ця картина отримала назву «Діліжанс у Каліфорні» (англ. Staging in California), і вважається однією з його найкращих робіт, знаходиться в Джослінському художньому музеї в Омасі. Завдяки цій роботі на Борґлума звернула увагу світська особа, місіс Спенсер Г. Сміт, яка купила багато його картин, познайомила його зі своїми впливовими друзями. Борґлуми обговорили ідею європейської подорожі із Джессі Фремонт, від якої отримали благословення, а з фінансуванням подорожі допомогла Спенсер Сміт. Наприкінці 1890 року Борґлуми взяли із собою 15 картин, які сподівались продати в Європі, та рекомендаційні листи від Джессі Фремонт, та вирушили до Європи. По дорозі вони заїхали на ранчо Джеймса Борґлума, де Ґатзон зустрівся з братами та сестрами, і дізнався, що його брат Солон також цікавиться мистецтвом. Омаський колекціонер Джордж Лінінґер влаштував виставку картин, які Борґлуми взяли з собою з Каліфорнії. Лінінґер також купив більшість картин.

### Європа (1890—1893)
У 1890 році Ґатзон із дружиною оселився в Парижі, де відвідували студії французьких художників та обмінювались мистецькими ідеями. Хоча Борґлуму подобалась Франція та французи, його розчарувало французьке художнє мистецтво, він знаходив його нещирим. Натомість у Парижі він захопився скульптурою. Він створив невелику бронзову скульптуру «Смерть вождя» (англ. Death of the Chief), яка зображувала індіанського поні, що нагнувся над тілом мертвого індіанського вождя. Ця скульптура, а також картини Борґлума виставлялись у французьких салонах. Крім того, Борґлум познайомився із французьким скульптором Огюстом Роденом, відвідував його студію, спостерігав за його роботою та обговорював із ним мистецтво. Після двох років у Парижі, Борґлуми вирушили до Іспанії, де Лізі запропонували виставити її роботи. В Іспанії Борґлум вивчав іспанську архітектуру, написав кілька портретів, та спробував себе в різьбленні по дереву. В Іспанії Борґлуми провели кілька місяців, а потім повернулись до США, де Борґлум планував взятись за три великі картини, які замовив йому губернатор Каліфорнії Ліленд Стенфорд.

### Каліфорнія (1893—1896)

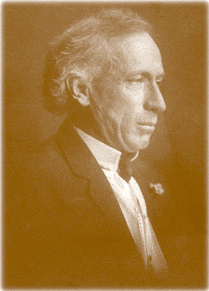
Чарльз Ламіс

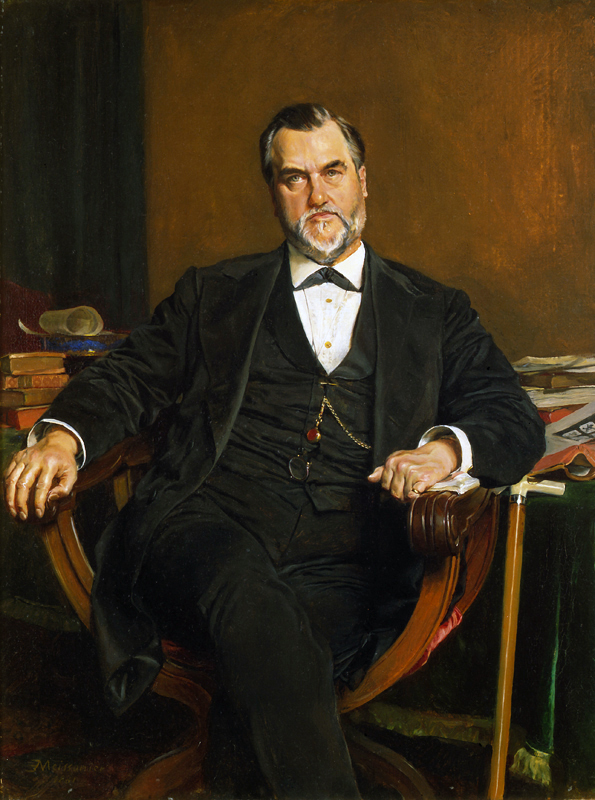
Ліленд Стенфорд. Портрет, написаний Жаном-Луї-Ернестом Мейсонньє

Повернувшись до США в 1893 році Борґлуми оселились у селищі Сьєрра-Мадре біля Лос-Анджелесу. Там Борґлум працював над замовленням Ліленда Стенфорда, а також над іншими, меншими замовленнями. «Тут достатньо краси в природі, щоб я міг малювати все життя», — сказав Борґлум про свій будинок у Каліфорнії. Будинок також був неподалік від скакових коней Лакі Болдвіна, яких Борґлум використовував як моделі для багатьох картин. Крім того, він працював над фрескою «Скорботна ніч», яку сподівався закінчити до кінця 1893 року, щоб виставити на Колумбійській виставці в Чикаго. Розуміючи, що він не встигне завершити картину до виставки, Борґлум сконцентрувався на замовленні Стенфорда.
Крім того, Борґлум зі своїми друзями створили Товариство витончених мистецтв, яке, зокрема, займалось організацією виставок робіт своїх членів. Борґлум також зблизився із журналістом Чарльзом Ламісом, який іноді друкував статті Борґлума про мистецтво у своєму регіональному журналі. Ламіс познайомив Борґлума з його відомими друзями. Борґлум побудував кам'яний камін у знаменитому будинку, який Ламіс побудував уздовж Арройо Секо. Сьогодні це будинок Історичного товариства Південної Каліфорнії. Згодом стосунки між Борґлумом та Ламісом погіршились через спір щодо титульних даних в публікаціях та інших питань. У 1893 році несподівано помер Ліленд Стенфорд до того, як Борґлум встиг закінчити його замовлення. Коли Борґлум запропонував картини вдові Стенфорда, вона відмовилась від них, а також відмовилась заплатити 10 000 доларів США, які належало заплатити Борґлуму за картини. Він намагався врегулювати питання з юристами Стенфорда, однак суддя постановив, що оскільки домовленість між Стенфордом та Борґлумом була усною, місіс Стенфорд не була зв'язана цією домовленістю. Борґлум почав замислюватись над тим, щоб знову покинути Каліфорнію. За порадою Джессі Фремонт, у 1896 році він поїхав до Англії.

### Європа (1896—1901)
У Лондоні, завдяки рекомендаційним листам Джессі Фремонт, Борґлуми були представлені англійському світському товариству. Зв'язки у англійському світському товаристві, своєю чергою, дозволили Борґлуму отримувати замовлення на картини. Одна із шанувальниць творчості Борґлума влаштувала показ його картин королеві Вікторії. Після цього Борґлум отримав листа від Лорда Едварда Клінтона, в якому той писав: «Королева просить мене повідомити Вам, що ЇЇ Величність була дуже задоволена Вашими картинам, люб'язно надісланими Вами для показу ЇЇ Величності». Борґлум також отримував замовлення на ілюстрації в журналах та книгах. Зокрема, він робив ілюстрації для журналу London Musical Courier. Праці Борґлума почали виставлятись у Королівській академії мистецтв, і він став членом Королівського Товариства Британських Художників. Борґлум отримав замовлення на серію великих картин, що зображували пори року, для готелю Queens Hotel у Лідсі. Картини для лідського готелю зробили Борґлума визнаним серед британців художником, і він почав отримувати замовлення на портрети. Зокрема, Борґлум малював багато дитячих портретів.
Коли розпочалась Друга англо-бурська війна, Борґлум почав працювати в англійському виданні Black & White, малюючи мапи та сцени бойових дій. Натхнений воєнною тематикою, Борґлум створив бронзову скульптуру пригніченого бурського генерала на понуреному коні. Він також створив бронзову скульптуру двох індіанців на конях, які відчайдушно билися. Борґлум назвав цю скульптуру «Переслідуваний» (англ. Pursued), і її купив німецький імператор Вільгельм ІІ. Крім того, Борґлум писав статті про видатних художників у журналі The Artist.
У 1901 році Ґатзон переїхав до Парижу, де його рідний брат Солон Борґлум був уже досить відомим скульптором. Незабаром після того, як Борґлум оселився в Парижі, з ним зв'язався чоловік, який раніше замовив йому картини для лідського готелю, і спитав, чи не зможе Борґлум виконати декорації для готелю в Манчестері, і якщо так, чи не зміг би він поїхати до Америки, щоб вивчити фресковий живопис та декорації у провідних американських готелях. Борґлум погодився і в листопаді 1901 року відплив до Америки. Він зупинився у Нью-Йорку і почав вивчати місцеві готелі. Крім того, він вирішив узяти участь в оголошеному урядом конкурсі на статую генерала Гранта. Він працював над скульптурою, але не виграв конкурсу. Борґлум не зміг повернутись до Європи раніше 1903 року, щоб наглядати за встановленням своїх картини в готелі, оскільки захворів тифом. У 1903 році він прибув до Англії, але провів там лише стільки часу, скільки було потрібно для нагляду за встановленням картин. Після цього він вирішив повернутись до Нью-Йорку і присвятити себе скульптурі.

### Нью-Йорк (1901—1910)

#### Перші значні скульптурні роботи

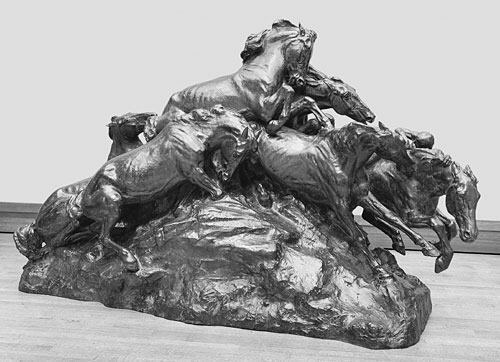
«Кобили Діомеда» Борґлума. Музей мистецтва Метрополітен.

Першою визначною скульптурою, яку Борґлум створив у своїй нью-йоркській студії, була «Кобили Діомеда» (англ. Mares of Diomedes). Скульптуру купив заможний друг Борґлума бізнесмен Джеймс Стілмен. Стілмен подарував скульптуру нью-йоркському Музею Мистецтва Метрополітен. Цю скульптуру називали першою роботою нью-йоркського митця, яка була повністю задумана та виконана в Нью-Йорку. На Всесвітній виставці 1904 року, яка проходила в Сент-Луїсі, Борґлум отримав золоту медаль за «Кобил Діомеда».

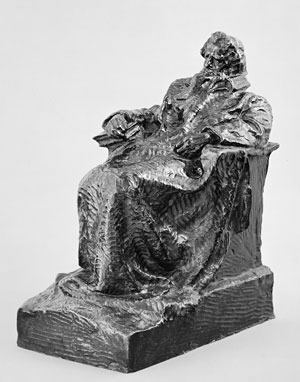
Скульптура Джона Раскіна роботи Борґлума. Музей мистецтва Метрополітен.

Поступово репутація Борґлума як скульптора зростала, і він почав отримувати важливі замовлення. Одним з таких замовлень було створення низки гаргуйлів для гуртожитку Принстонського університету. Крім того, Борґлум створив скульптуру англійського письменника Джона Раскіна за ескізами, які зробив ще в Англії, де зустрічався з ним. Скульптуру Раскіна також купили, і згодом вона стала частиною колекції Музею Мистецтва Метрополітен.

#### Участь у мистецьких та інших організаціях
Борґлум також став членом Національного скульптурного товариства, і запропонував радикальні зміни у статут товариства. Через це у нього виник конфлікт із президентом товариства Джоном Квінсі Адамсом Вордом. Борґлум називав Ворда несправедливим та неввічливим. Ворд не реагував на закиди Борґлума. Борґлум також був членом Комітету Центрального Парку Міської паркової асоціації Нью-Йорка. Він боровся за поліпшення дитячих майданчиків та за більш неформальну атмосферу в міських парках. Борґлум також був членом кількох інших організацій: приватного Метрополітен-клубу в Вашингтоні, центру образотворчого мистецтва Салмаґанді-клуб в Нью-Йорку, театрального клубу, а також клубів з верхової їзди та риболовлі. Крім того, він став масоном у Говардській ложі в Нью-Йорку, і, навіть, протягом двох років служив поважаним магістром.

#### Полеміка щодо зображень архангелів Гавриїла та Михаїла
У 1905 році Борґлум отримав замовлення змоделювати та наглядати за висіканням фігур святих та ангелів у Бельмонтській каплиці Кафедрального собору Святого Івана Богослова в Нью-Йорку.  На єпископальній конвенції Протестантської Єпископальної Церкви делегати підняли питання про жіночий вигляд архангелів Гавриїла та Михаїла. Борґлум стверджував, що у зображенні ангелів він дотримувався традиційного зображення, а дискусія на єпископальній конвенції стосувалась лише технічних аспектів мистецтва. Делегати конвенції звернули увагу Борґлума на те, що деяким статуям слід мати більш чоловічий вигляд. На закиди щодо жіночності архангелів Борґлум відповів, що, якщо він і помилився у чомусь, то тільки у загальному відчутті, що слід звернутись до жіночою форми та обличчя, щоб зобразити ангела. Незабаром після дискусії щодо статі ангелів Борґлум оголосив, що він знищив статуї архангелів. Він зазначив, що під час знищення відчував себе вбивцею, але вважав, що в цих обставинах в нього не було іншого вибору, оскільки, з одного боку, вони належали лише йому, в тому сенсі, що він не міг їх продати для інших цілей, а з іншого боку, вони не належали йому, оскільки, він не міг забрати їх від собору.
Історія про стать ангелів привернула чималу увагу преси: про неї писали не тільки нью-йоркські, а й регіональні американські видання, і, навіть, закордонні газети. Зокрема, регіональна преса цитувала Борґлума наступним чином: «Я абсолютно вражений тим, що будь-який священнослужитель міг стояти перед тридцятьма чи сорока зображеннями суто релігійного та духовного характеру і не бачити в них нічого, крім статі. І тепер, коли вся ця неприємна справа закінчилася, я так само впевнений, як і був завжди, що жіноча частина людства мусить і надалі залишатися нашим головним джерелом мистецького натхнення, і залишиться ним, не дивлячись на усі педантичні суперечки». Про знищення скульптур також написали британські газети Evening Standard, Westerham Herald, канадські видання The Evening Mail, Calgary Herald, та австралійське видання The Australian Christian Commonwealth. Незабаром після знищення скульптур в пресі з'явилось повідомлення, що Борґлум та комітет з будівництва собору досягли домовленості, що, замість зруйнованих скульптур ангелів, Борґлум створить нові скульптури у відповідності із біблейською історією.

#### Викладацька діяльність
На додаток Борґлум займався викладацькою діяльністю: вечорами він викладав моделювання в Лізі студентів-митців для молодих митців. Він домігся низки поліпшень для студентів-митців: переобладнання кімнат для моделювання, обладнання кімнат полицями та шафами із замками. В кінці семестру він розділив свій 500-доларавий викладацький гонорар між найбільш багатообіцяючими студентами. Крім того, Борґлум став на захист Ліги студентів-митців під час атак на Лігу з боку активіста за підтримку християнських цінностей Ентоні Комстока в 1906 році. Комсток очолив поліцейський рейд на Лігу. Бухгалтер була присутньою в офісі Ліги під час рейду, і Комсток спитав, чи може він побачити журнал Ліги. Бухгалтер дала Комстоку журнал, після чого її заарештували. Окрім статей Борґлума та інших авторів, журнал містив ілюстрації та ескізи студентів та викладачів, зокрема, ескізи для вивчення оголеної натури.
Дізнавшись про рейд, Борґлум негайно зібрав репортерів у своїй нью-йоркській студії та висловився, що дії Комстока були нахабним безчинством, і поставив риторичне питання, чому Комсток не вривається до медичних коледжів та не заарештовує студентів-медиків за розчленування тіл. Видання The Brooklyn Daily Eagle опублікувало ілюстрації та зображення з червневого журналу Ліги, цитуючи Борґлума наступним чином: «Художня школа ні в чому не винна, але великий нью-йоркський борець з пороком, безсумнівно, відповідальний за здійснення огидного та непристойного вчинку.»  Проти дій Комстока також висловився тодішній директор Музею Мистецтв Метрополітен Ґастон Пердон Кларк, зазначивши, що оголена натура не є непристойною, якщо оголення не має на меті спотворити мораль.

#### Статуя Джона Маккея

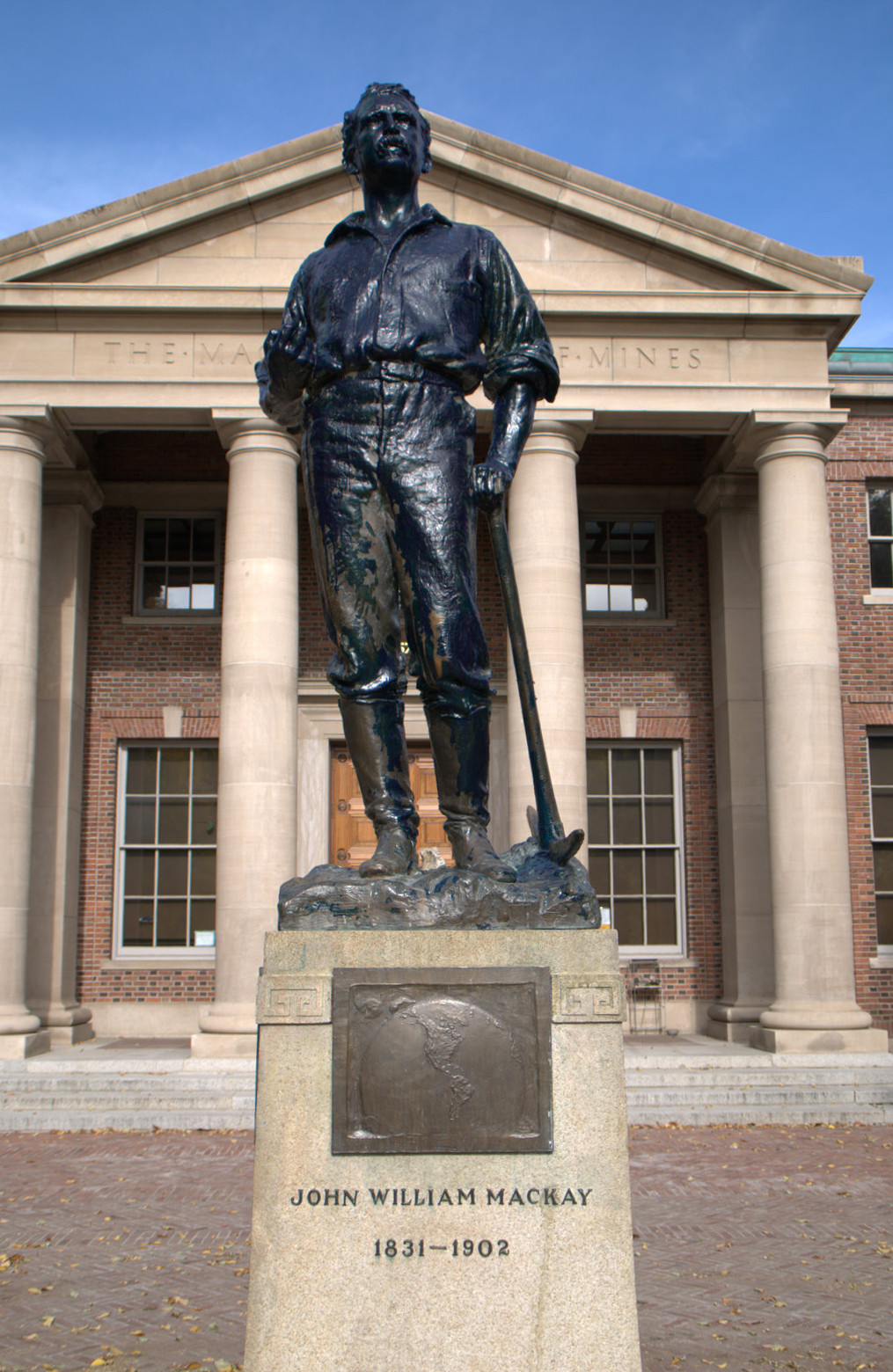
Статуя Джона Маккея роботи Борґлума. Ріно, Невада.

Водночас Борґлум почав отримувати на створення скульптур відомих осіб. Один з друзів Борґлума привів до його студії Клеренса Маккея, сина Джона Маккея — американського промисловця у сфері гірництва та відомого невадського піонера. Клеренс Маккей запропонував Борґлуму створити монумент його батьку, і той погодився. За повідомленнями в пресі статуя коштувала 20 000 доларів США. В березні 1906 року Борґлум відвідав Карсон-Сіті в Неваді, де спочатку планувалось встановити статую. Зокрема, повідомлялось, що статую планувалось встановити в новій бібліотеці у Карсон-Сіті. Однак на зустрічі з невадськими посадовцями Борґлум зазначив, що надає перевагу встановленню статуї на вулиці, а не в приміщенні. Він порадив місту придбати земельну ділянку, встановити на ній статую, і перетворити ділянку на міський парк. У червні 1906 року в пресі з'явилось повідомлення, що статую Маккея встановлять на території студмістечка Невадського університету в Ріно. Також в червні 1906 року Борґлум повідомив Клеренса Маккея, що скульптура була готовою. Статую офіційно відкрили в 1908 році.

#### Кінна статуя Філіпа Шерідана

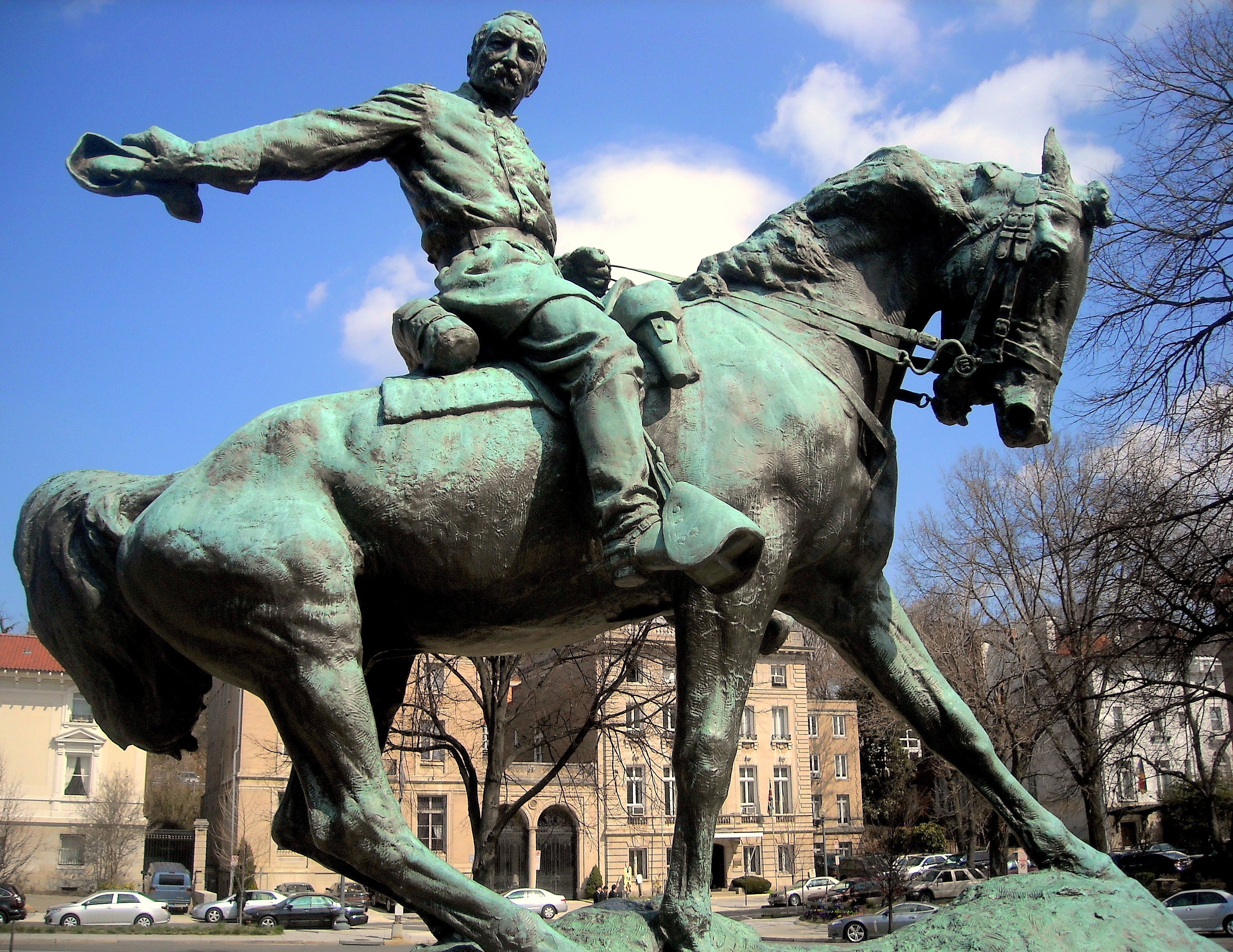
Статуя Філіпа Шерідана у Вашингтоні роботи Борґлума

Через знайомства Клеренса Маккея Борґлум отримав замовлення на статую генерала громадянської війни Філіпа Шерідана, яку планувалось встановити у Вашингтоні. Борґлум ретельно вивчав матеріали про громадянську війну, приділяючи увагу одягу та обмундируванню чоловіків під час битв. Він відвідував вдову Шерідана та консультувався з нею щодо деталей життя генерала. Одного разу він провів у неї цілий день роблячи ескізи шпаги Шерідана. Через деякий час Борґлум створив маленьку модель статуї та надав її на розгляд вдови Шерідана, а також комітету, чиїм завданням було забезпечити статую. Комітет схвалив модель статуї Філіпа Шерідана, і Борґлум почав роботу над оригіналом статуї. Моделлю коня слугував власний кінь Борґлума на прізвисько Смоук, якого приводили до студії, де працював митець. Коли Борґлум завершив статую, в його ливарні зібрались 200 глядачів, щоб подивитись, як відливатимуть статую у бронзі. Статую Шерідана встановили в 1908 році на Массачусетс-авеню у Вашингтоні, так, щоб її було видно з вікна дому вдови Шерідана. Ця бронзова статуя показує виснаженого Шерідана, який збирається перегрупувати своїх людей після поразки під Сідар-Крік.

#### «Голова» Лінкольна

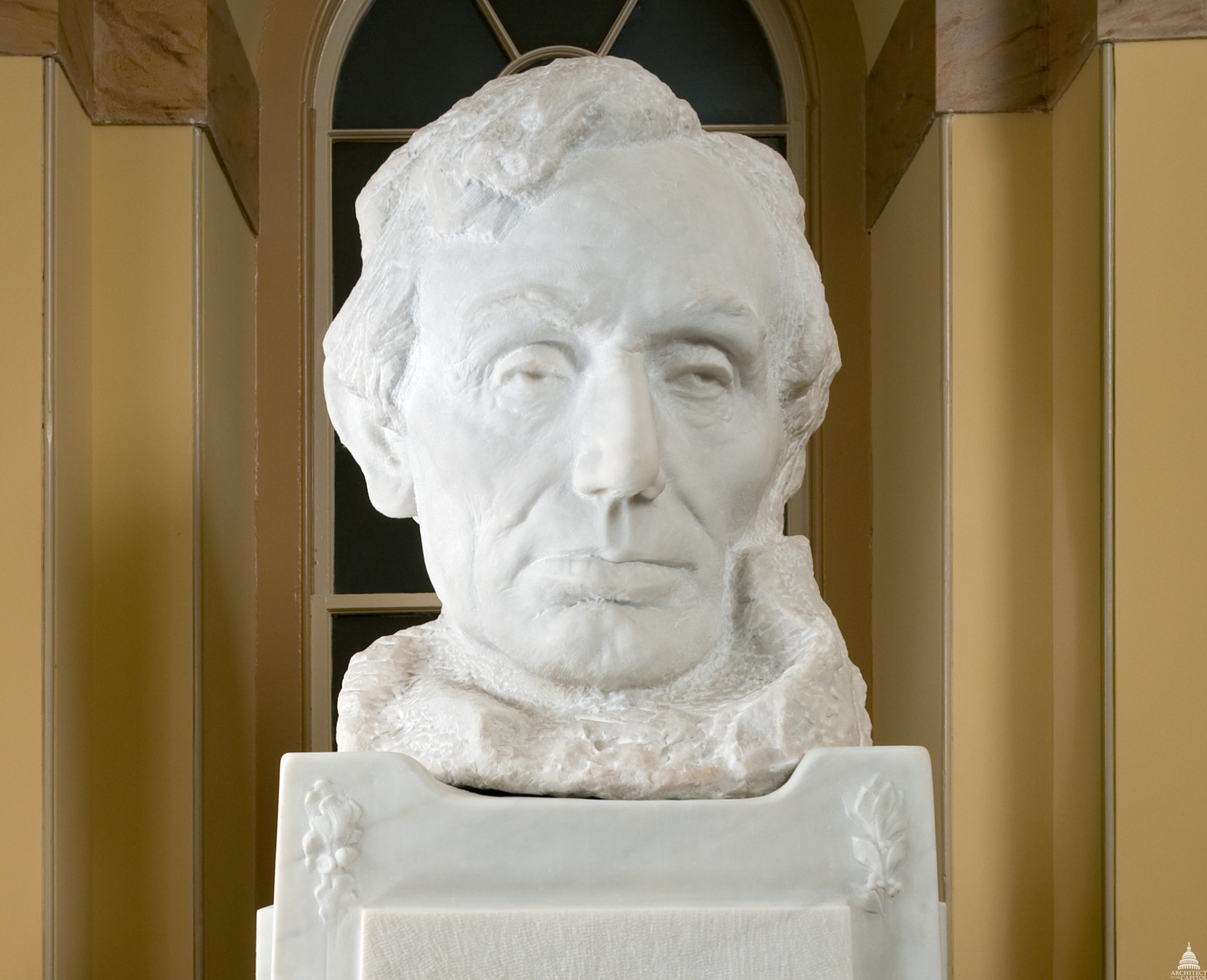
Погруддя Авраама Лінкольна в Капітолії. Робота Ґатзона Борґлума.

Чекаючи на схвалення моделі статуї Шерідана, Борґлум зосередився на роботі над скульптурами президента Авраама Лінкольна. Зазвичай, перш ніж створювати оригінал скульптури, Борґлум створював її глиняну модель. Однак у цьому випадку, митець вирішив відійти від звичайної практики, оскільки, це була скульптура не на замовлення, а виконувалась суто з його власного захоплення особистістю Лінкольна. Борґлум почав роботу відразу над мармуром. В ті часи мармур був дорогим матеріалом, однак Борґлум знав дільця, який продавав великі шмати мармуру, які використовувались для баласту грецьких суден: коли грецькі кораблі прибували до Америки, «баластний» мармур продавався відносно дешево, щоб звільнити місце для вантажу на зворотному шляху. Таким чином Борґлуму вдалось придбати великий шмат мармуру за відносно невелику суму.
Борґлум викарбував голову Лінкольна з грецького мармуру та поставив її у вікні своєї ливарні, де її побачив син Лінкольна Роберт Тодд Лінкольн. Роберт Тодд написав Борґлуму листа, в якому зазначив, що був вражений його роботою. Президент Теодор Рузвельт також почув про «голову» Лінкольна і звернувся до Борґлума з проханням виставити її в Білому домі на тиждень. Після того як «голова» Лінкольна повернулась з Вашингтону, Національне товариство скульпторів організувало її показ у Балтиморі, Меріленд, де її помітив та придбав заможний нью-йоркський фінансист Юджин Меєр. Пізніше Меєр подарував цю роботу Капітолію США.

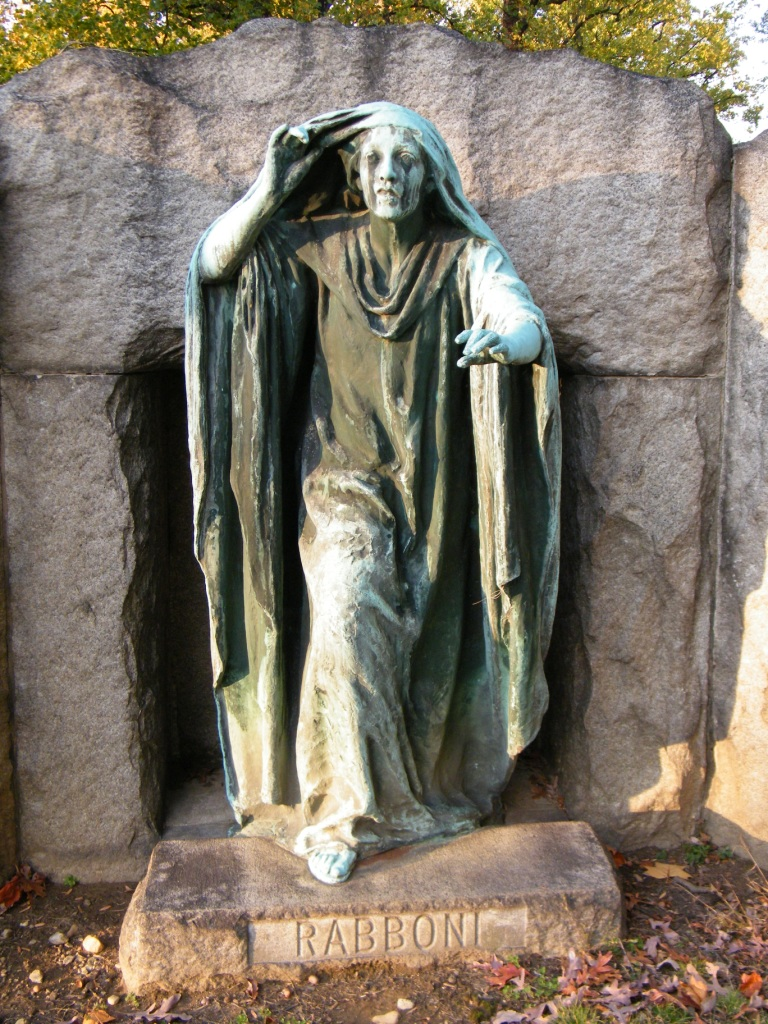
Меморіал Рабоні-Ффолке роботи Борґлума

#### Меморіал Рабоні-Ффолке
Одним із замовлень, над яким працював Борґлум, був меморіал Чарльзу М. Ффолке для встановлення на Цвинтарі Рок-Крік. Спочатку виконання меморіалу замовили Деніелу Честеру Френчу, але, мабуть, Френч не зміг задовольнити сім'ю Ффолке, і роботу замовили Борґлуму. Борґлум працював над скульптурою декілька років перед тим, як зміг задовольнити вимоги сім'ї Ффолке. Він створив монумент, який символізує надію та віру: на ньому зображена сповнена надії Марія Магдалина, яка відвертається від пустої могили та розуміє, що з нею говорить Ісус. Борґлум назвав скульптуру «Рабоні» — слово, яке вирвалося з вуст Марії Магдалини, і який означає «Мій господар». Борґлум був задоволений своєю роботою, але зізнавався, що в нього були думки покинути її, але його стимулювало те, що за його роботу йому платили гарною декоративною тканиною, якою він хотів прикрасити своє житло в Стемфорді, Коннектикут.

### Подальша діяльність

#### Сидячий Лінкольн

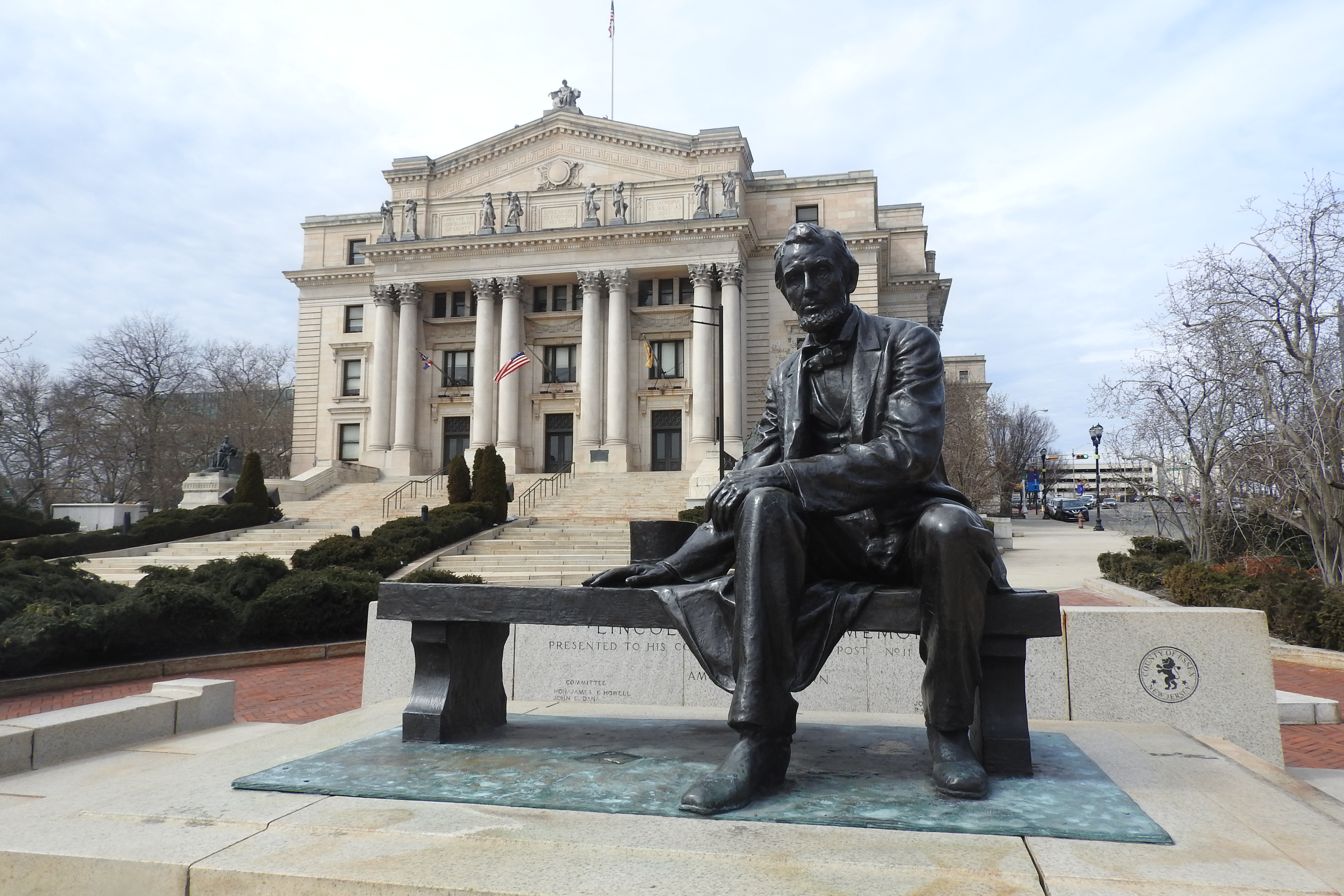
Скульптура Авраама Лінкольна біля будинку суду в Ньюарку, Нью-Джерсі. Робота Ґатзона Борґлума.

В 1910 році Борґлум переїхав до Стемфорду, Коннектикут, де продовжував працювати над замовленнями, одним з яких була статуя Авраама Лінкольна для міста Ньюарк в Нью-Джерсі. Заможний промисловець з Ньюарку, Нью-Джерсі, Амос Ван Горн, який був членом Армії Союзу в громадянській війні, перед своєю смертю в 1908 році заповів 150 000 доларів США на меморіали президентів Авраама Лінкольна та Джорджа Вашингтона, а також — 100 000 доларів США на встановлення військового меморіалу. Виконавець заповіту Горна Ральф Лам був приятелем Борґлума. Ральф боровся за те, щоб меморіал Лінкольна замовили Борґлуму, однак деяких членів комітету зі встановлення меморіалу засмучувало те, що Борґлум відмовлявся брати участь у конкурсі на створення скульптури.
Готуючись до створення скульптури, Борґлум перечитав увесь зібраний ним матеріал про Лінкольна та робив сирі ескізи. Борґлум також скористався великою колекцією книг про Лінкольна в бібліотеці Юджина Меєра. Він не міг вирішити, в якому періоді життя зобразити Лінкольна. Борґлум відвідав Білий дім, в якому помітив лавку в саду. Так, йому прийшла ідея сидячого Лінкольна. Він зробив маленьку модель скульптури та показав її майору Річарду Тайлеру, якому висловив надію, що скульптура прикрасить сходи біля будівлі суду, щоб «будь-хто, в кого є таке бажання, міг посидіти поряд з великою людиною». Комітет зі встановлення меморіалу Лінкольна схвалив модель скульптури, і в 1911 році скульптура була урочисто відкрита. На відкритті був присутній колишній президент Теодор Рузвельт.

#### Стоун-маунтенський меморіал Конфедерації
Ідея меморіалу Конфедерації була висловлена в 1915 році американським журналістом та редактором Джоном Темплом Ґрейвсом. Він написав, що гора Стоун Маунтен на схід від Атланти, Джорджія була слушним місцем для зображення боротьби американського Півдня за незалежність. Цією ідеєю зацікавилась Гелен Плейн  — голова атлантського відділення організації «Об'єднані Дочки Конфедерації», членами якої були жінки — родички солдат Армії Конфедерації. Чоловік Гелен Плейн бився на боці Армії Конфедерації та загинув під час громадянської війни в США. Плейн створила Асоціацію Стоун-Маунтенського Меморіалу та обдумувала скульпторів, які могли б здійснити проект.
В 1915 році Плейн написала листа Борґлуму, запросивши його до Атланти та спитавши його, чи не був він зацікавлений викарбувати голову генерала Роберта Лі на горі Стоун Маунтен. Борґлум погодився відвідати Атланту в серпні 1915 року. Плейн люб'язно та ввічливо зустріла Борґлума в Атланті, однак не потискала йому руку, оскільки в її очах він був янкі, тобто міг мати відношення до тих, хто вбив її чоловіка.
Разом із членами «Об'єднаних Дочок Конфедерації» він відвідав гору Стоун Маунтен, а також познайомився з її власником Семом Венейблом, який погодився на перетворення гори на меморіал. Через три дні Борґлум презентував свій план «Об'єднаним дочкам Конфедерації»: зобразити як генерал Роберт Лі зі своєю армією рухається по гранітній поверхні скелі. Вартість проекту оцінювалась в декілька мільйонів доларів США, і Борґлум погодився допомогти у зборі коштів на проект. Перед тим, як повернутись додому, він пообіцяв виступити на з'їзді «Об'єднаних Дочок Конфедерації» в Сан-Франциско та розповісти про проект.

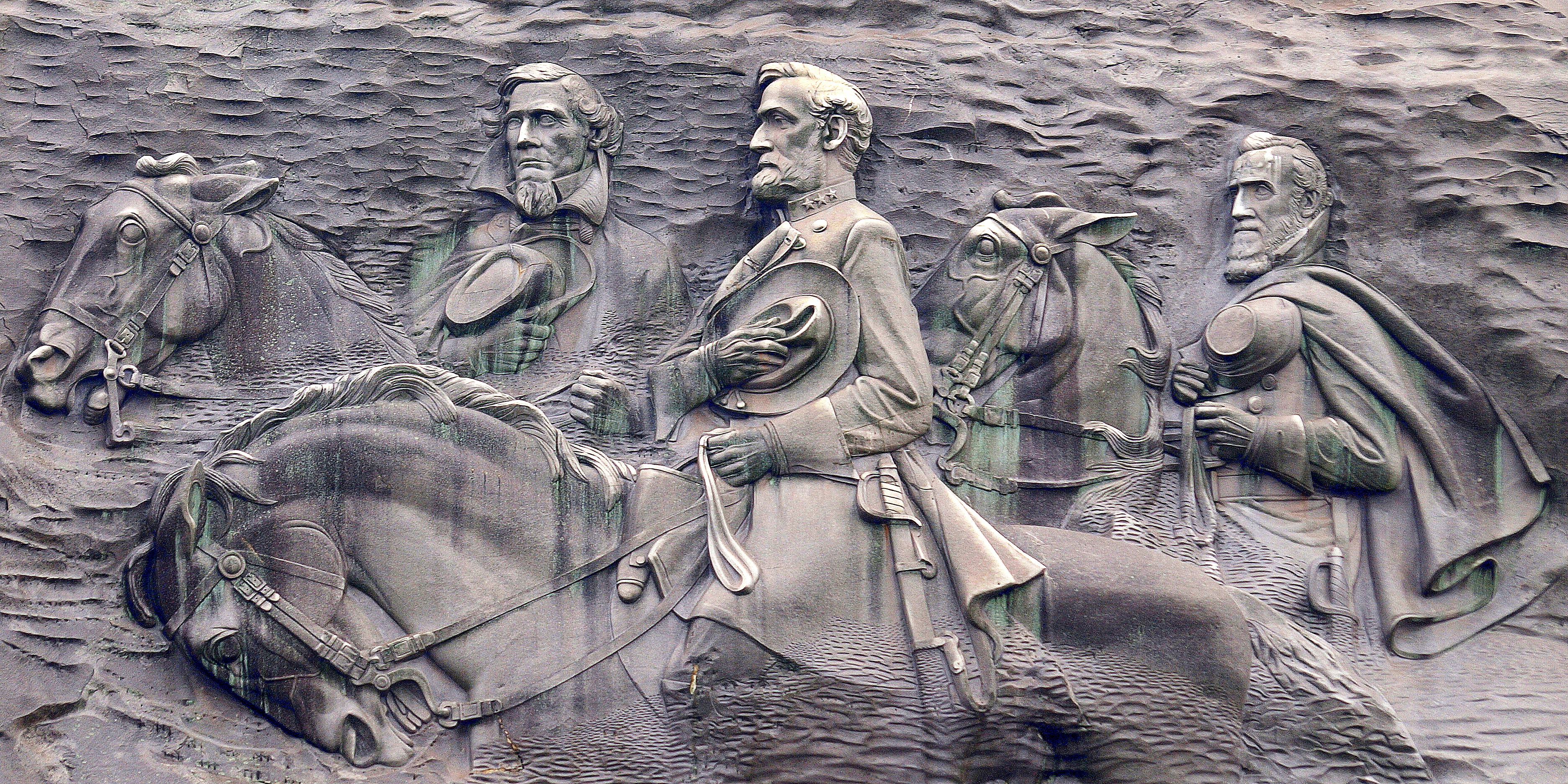
Сучасний вигляд Стоун-Маунтенського меморіалу Конфедерації

Гора Стоун Маунтен також була місцем, пов'язаним із відродженням Ку-клукс-клану — ультраправої організації, що сповідувала білий супремасизм, в 20 столітті: на День Подяки 1915 року 15 чоловіків, вдягнених у білий широкий одяг із закритим капюшоном, на чолі з Вільямом Сіммонсом встали у півколо навколо вівтарю, на якому була Біблія та оголений меч, прочитали молитву, після чого Сіммонс запалив гігантський хрест на Стоун Маунтен. Під час того, як палав хрест, чоловіки приносили присягу відродженій організації, одним з членів якої став і власник гори Стоун Маунтен Сем Венейбл. Гелен Плейн написала Борґлуму про відродження Ку-клукс-клану та запропонувала якимось чином вшанувати організацію в запланованому меморіалі. Як пише біограф Борґлума Говард Шефф, він не був упевнений, як діяти в цій ситуації, але не бажаючи образити Плейн, він включив вівтар Ку-клукс-клану у проект меморіалу.

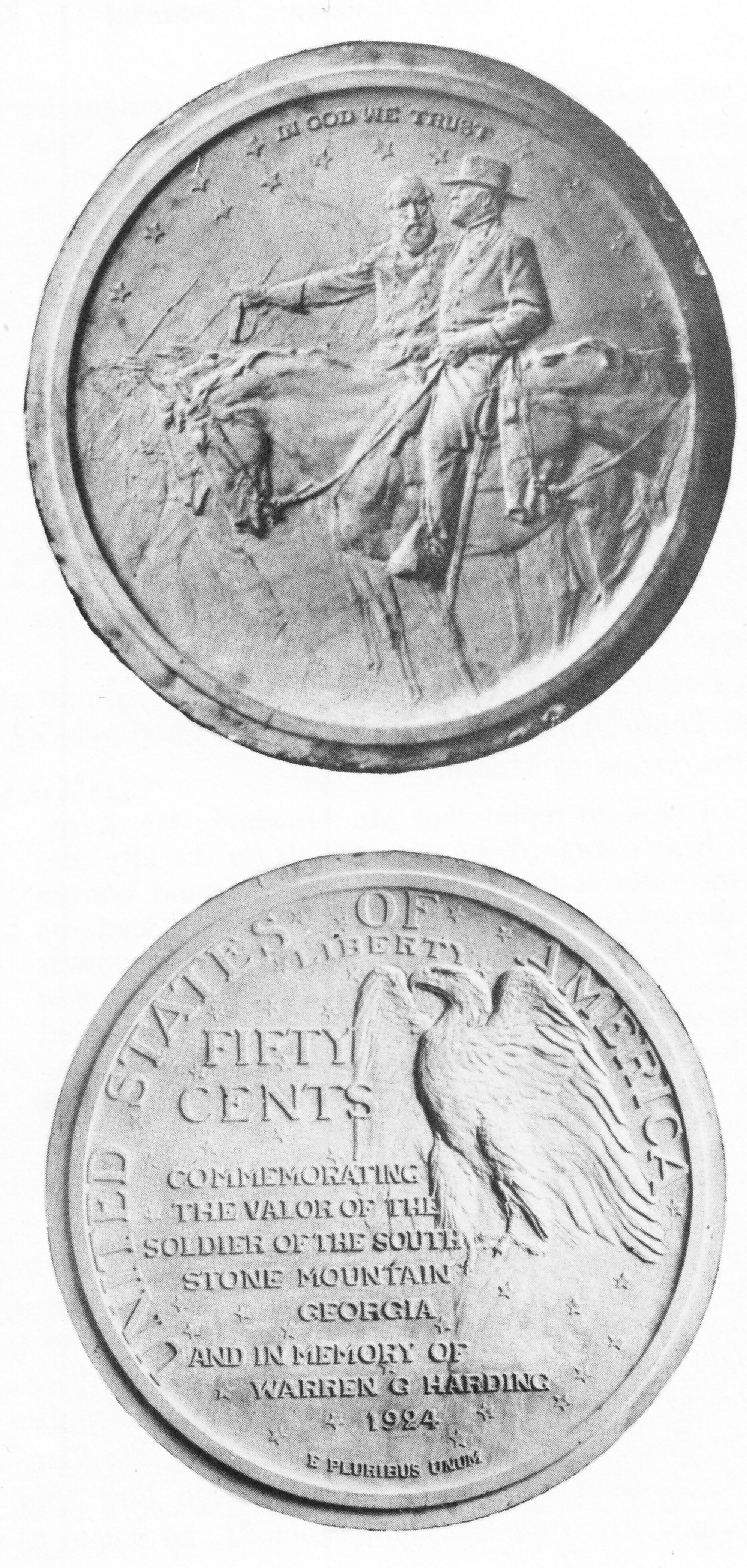
Модель Стоун-Маунтенського Меморіалу Конфедерації на монеті роботи Борґлума

В 1916 році Борґлум проводив багато часу на Стоун Маунтен, працюючи над дизайном. Він навіть перевіз свою сім'ю до Джорджії, де вони жили в будинку за кілька кілометрів від гори. 20 травня 1916 року відбулась церемонія, що відзначала початок робіт над меморіалом. Під час церемонії Асоціації Стоун-Маунтенського Меморіалу було передано право використати Стоун Маунтен, а також 10 акрів її підніжжя для зведення меморіалу. Був встановлений строк для зведення меморіалу: 12 років. Якщо протягом строку меморіал не був би зведений, земля поверталась у користування власників — сім'ї Венейблів. Над меморіалом працювала команда каменярів, за якими наглядав Джесс Такєр. Під час участі США у Першій світовій війні роботи над меморіалом призупинились, і Борґлум з родиною повернувся до Коннектикуту. Після війни роботи відновились і знову постало питання фінансування проекту, Ку-клукс-клан зробив пропозицію щодо фінансування, однак деякі члени Асоціації Стоун-Маунтенського Меморіалу пручались цій пропозиції. Зрештою асоціація погодилась на пропозицію з фінансування, за умови, якщо Едвард Янґ Кларк, бізнесмен, член Ку-клукс-клану та автор пропозиції, не буде мати жодного офіційного стосунку до меморіалу.
В червні 1924 року Борґлум завершив карбування голови генерала Роберта Лі. Однак фінансування, запропонованого Ку-клукс-кланом, виявилось недостатнім, і Борґлум та члени виконавчого комітету Асоціації Стоун-Маунтенського Меморіалу намагались знайти інші шляхи, одним з яких був випуск меморіальної монети, дизайн для якої створив Борґлум. Планувалось, що монету продаватимуть у два рази дорожче її номінальної вартості, а доходи від продажу підуть на створення меморіалу. Конгресом США було прийнято відповідне законодавство, і Борґлум працював над дизайном монети. В той же час між ним та членами  виконавчого комітету Асоціації Стоун-Маунтенського Меморіалу, деякі з яких також були членами Ку-клукс-клану, виникли суперечки політичного та майнового характеру. Зрештою, виконавчий комітет Асоціації Стоун-Маунтенського Меморіалу звільнив Борґлума із формулюванням, що той нехтував роботою та почав роботу над меморіалом Армії Союзу в Південній Дакоті. Після звільнення Борґлум наказав своїй команді зруйнувати модель зображення Роберта Лі та скинути її зі скелі. Пізніше Борґлум пояснював свій вчинок тим, що ця модель більше не була актуальною та лише спантеличила б іншого скульптора. Борґлум вважав модель своєю власністю, в той час, як Асоціація Стоун-Маунтенського Меморіалу вважала її - своєю. Був виданий судовий наказ на арешт Борґлума за знищення майна Асоціації, і він ледве уник арешту, втікши з Джорджії до Північної Кароліни. Влада Джорджії марно намагалась домогтись екстрадиції Борґлума з Північної Кароліни. Зрештою Асоціація Стоун-Маунтенського Меморіалу найняла скульптора Генрі Лукмена для створення меморіалу.

#### Ньюаркський військовий меморіал

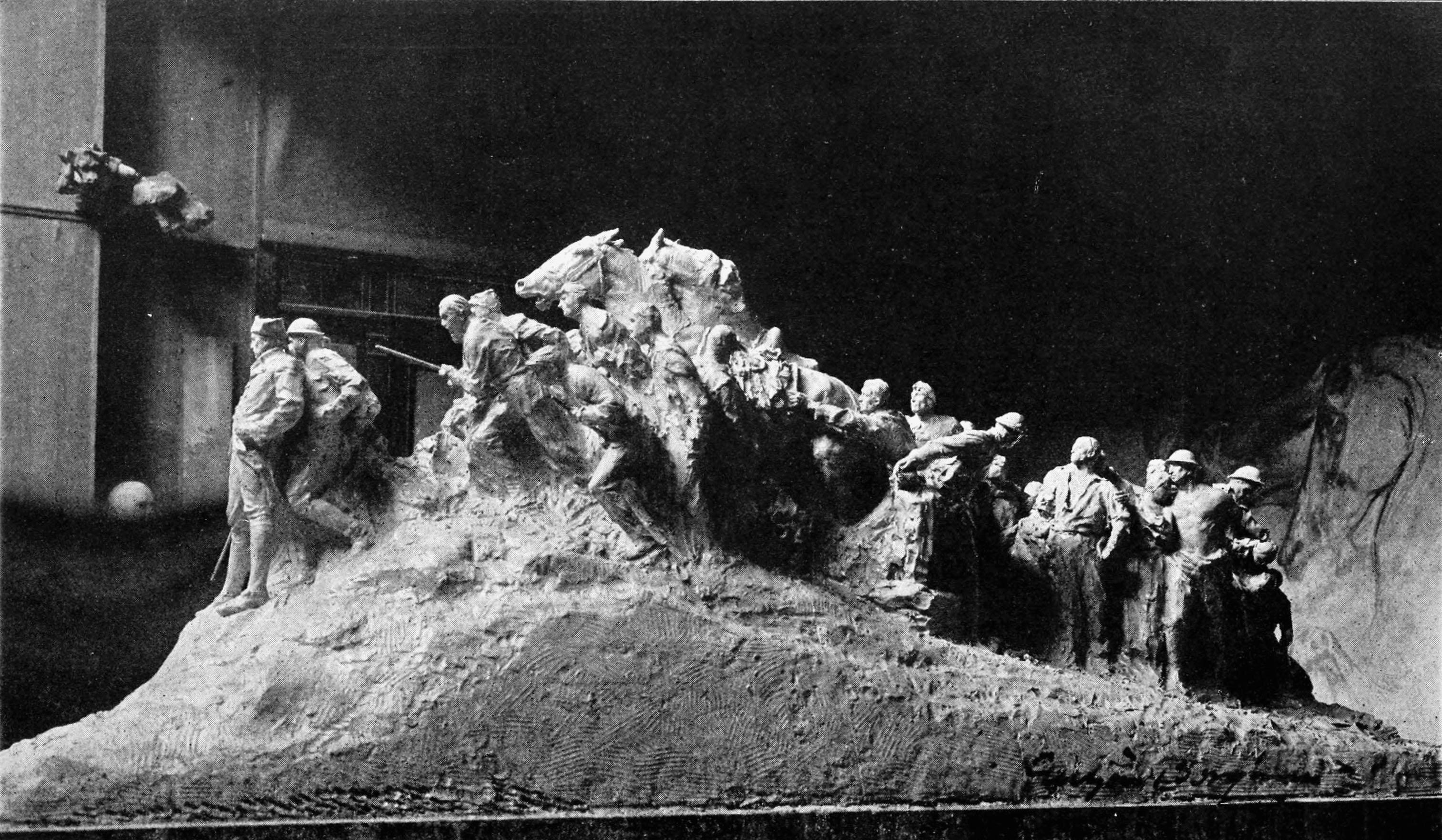
Фотографія моделі для Ньюаркського військового меморіалу.

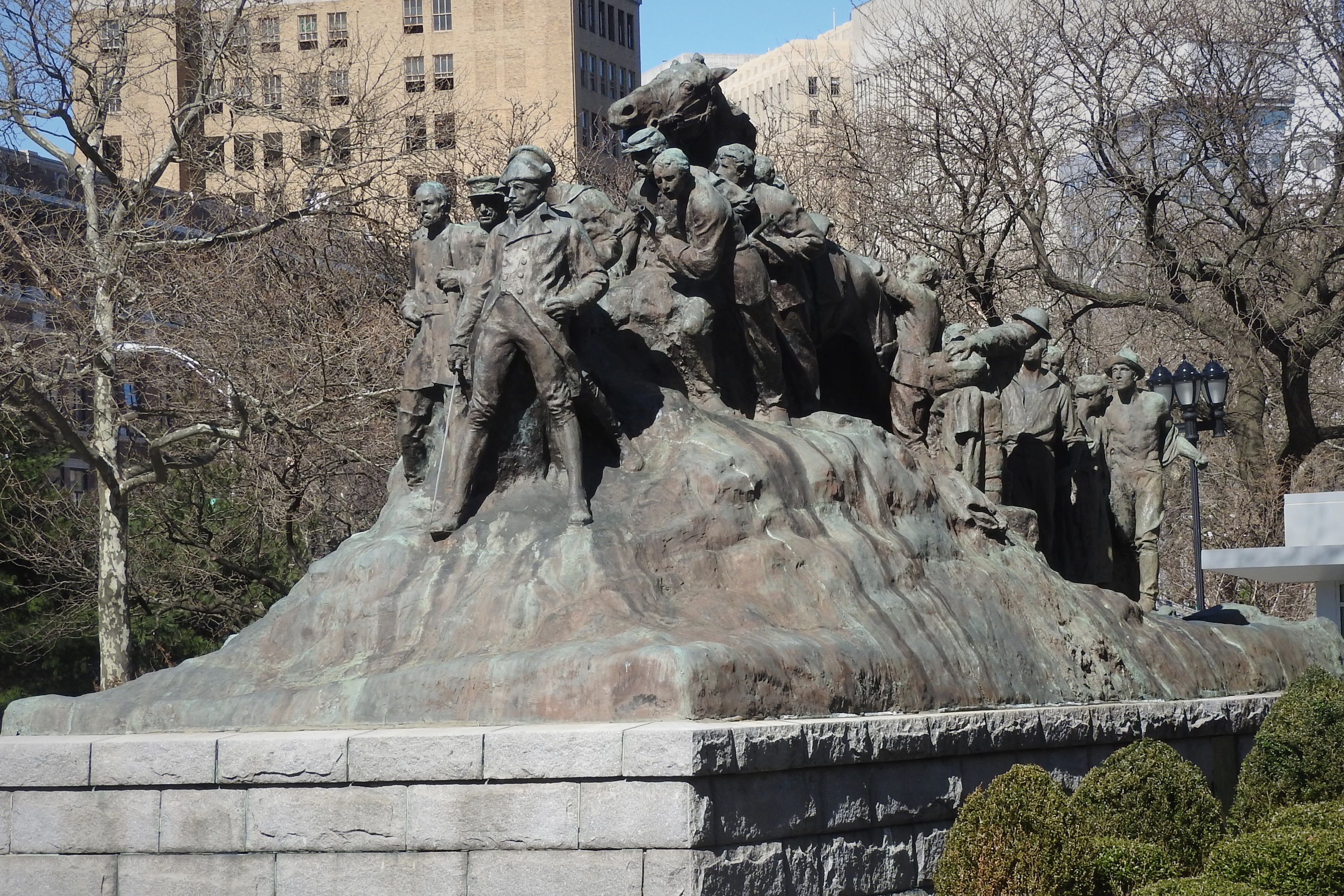
Ньюаркський військовий меморіал роботи Борґлума

Ньюаркський комітет зі встановлення меморіалу Аврааму Лінкольну був настільки задоволений створеною Борґлумом скульптурою Лінкольна, що йому замовили створити Ньюаркський військовий меморіал навіть без попередніх ескізів та моделей. Спочатку в Борґлума була ідея створити меморіал у вигляді прямої колони, оточеної фігурами, зображеними в бою. Однак він усвідомив, що така концепція не дозволить йому достатньо виразно зобразити емоції війни. Тоді він вирішив зобразити збентежену групу людей, які намагаються організовано вирушити на зустріч лідерам, із символічною присутністю Джорджа Вашингтона та Авраама Лінкольна.
План Борґлума засмутив деяких митців: вони вважали, що монумент такого масштабу як Ньюаркський військовий меморіал мав би створюватись декількома скульпторами, і висловлювали сумніви, що один скульптор міг виконати цей проект. Ці скульптори порахували, що на одна фігура вимагала шість місяців роботи, і що в Борґлума піде двадцять років на те, щоб завершити меморіал. Борґлум почав працювати над монументом в 1921 році. Він створював фігури на тимчасовій платформі під тентом на території свого будинку в Стемфорді. Монумент складався з п'яти частин, які відливали у бронзі в Італії. Офіційне відкриття монументу було призначено на День пам'яті в 1926 році. Церемонію відкриття монументу спостерігало приблизно 14 000 людей, і на ній був присутній Міністр військово-морських сил США Кєртіс Вілбур та губернатор Нью-Джерсі Артур Гаррі Мур.
Ньюаркський військовий меморіал в певний час був найбільшим бронзовим монументом в США.

#### Національний меморіал на горі Рашмор
Коли історик з Південної Дакоти Доун Робінсон дізнався про роботу над Стоун-маунтенським меморіалом Конфедерації, йому прийшла ідея подібного меморіалу в Південній Дакоті на гірському масиві Блек-Гіллс. Його ідея дійшла до преси, і почалась жвава дискусія. Противники меморіалу називали проект «комерційним зґвалтуванням». Спочатку Робінсон розглядав скульптора Лорадо Тафта для виконання такого проекту. Однак Тафт відмовився від роботи над проектом через проблеми зі здоров'ям.

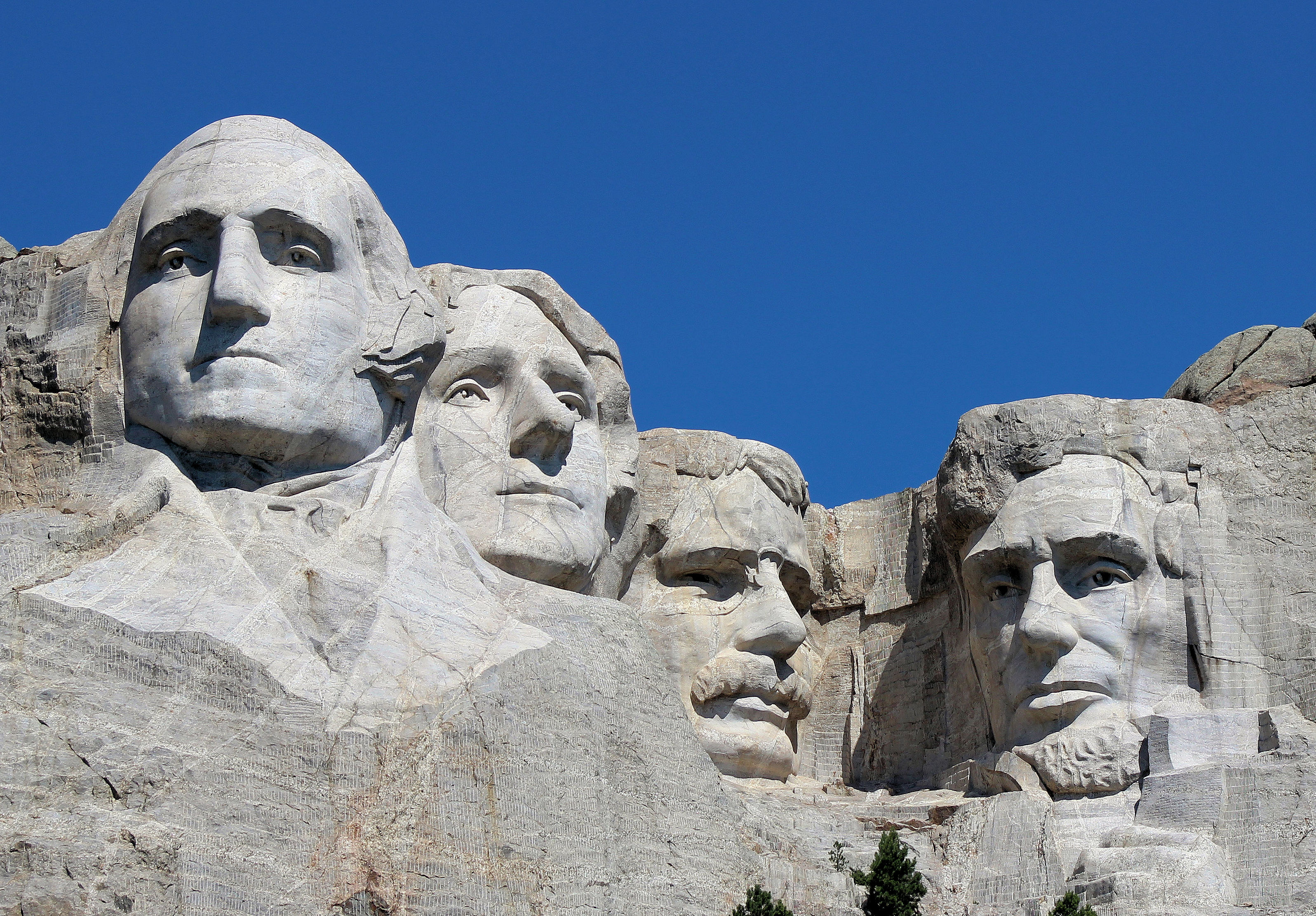
Національний меморіал на горі Рашмор роботи Борґлума

Навесні 1924 року Борґлум отримав листа від Доуна Робінсона. В листі Робінсон питав, чи не був би Борґлум зацікавлений створити дизайн та здійснювати нагляд за створенням гігантської скульптури. Борґлум відповів, що зацікавлений, та що приїде до Блек-Гіллс у вересні 1924 року. У вересні 1924 року Борґлум зі своїм сином Лінкольном, а також помічником Джессом Такєром прибув до Рапід-сіті, Південна Дакота, де йому провели екскурсію по місту, після чого вони з Робінсоном вирушили на околиці Гарні-пік (зараз — Блек-Елк-пік) — найвищої гори в Південній Дакоті. Проінспектувавши місце для запланованого монументу, Борґлум повернувся до Рапід-сіті, де на урочистій вечері зазначив, що мріяв про вирізьбити монумент американському духу та значенню на Скелястих горах або біля них.
Робінсон та Борґлум домовились, що Борґлум надасть ескізи та пропозицію по створенню монументу, а Робінсон отримує дозвіл від Конгресу США на створення монументу на території, що вважалась заповідною. В кінці жовтня 1924 року Борґлум надіслав Робінсону ескізи та доповідь щодо запланованого монументу. У надісланому Робінсону ескізі зображувались президенти Джордж Вашингтон та Авраам Лінкольн. У процесі листування Борґлум також назвав суму, необхідну для перших трьох років на роботу над монументом: 600 000 доларів США.
У 1925 році Конгрес прийняв закон, який дозволяв різьблення монументу на державній території. Крім того, законодавцями Південної Дакоти також був прийнятий закон, який дозволяв створення монументу та виділяв фінансування на початкові роботи. В 1927 році все ще були проблеми з фінансуванням проекту. Однак після того, як президент США Кальвін Кулідж провів свою літню відпустку в Південній Дакоті неподалік від гори Рашмор, вдалося зібрати 50 000 доларів, і в 1927 році Борґлум почав працювати над меморіалом.
10 серпня 1927 року на горі Рашмор відбулось перше свердління в рамках створення меморіалу, і на цю подію прибув президент Кальвін Кулідж. Початкові роботи на горі Рашмор продовжувались до грудня 1927 року, а потім була перерва через низькі температури та брак коштів. У 1929 році Конгрес прийняв закон, за яким виділялось фінансування на створення меморіалу на горі Рашмор, а також створювалась Комісія з Національного Меморіалу на горі Рашмор. Зображення Джорджа Вашингтона було завершено в 1930 році і урочисто відкрито на церемонії. Пізніше Борґлум найняв свого сина Лінкольна, щоб той допомагав у карбуванні на горі Рашмор. В умовах Великої депресії фінансування проекту майже зупинилось, і роботи продовжились у 1935 році. Поступово інші три обличчя з’явилися майже в остаточній формі: Томаса Джефферсона  — в 1936 році, Авраама Лінкольна  — в 1937 році та Теодора Рузвельта  — 1939 році. Остаточно проект був завершений у 1941 році сином Борґлума Лінкольном вже після смерті Борґлума.

### Останні роки та смерть

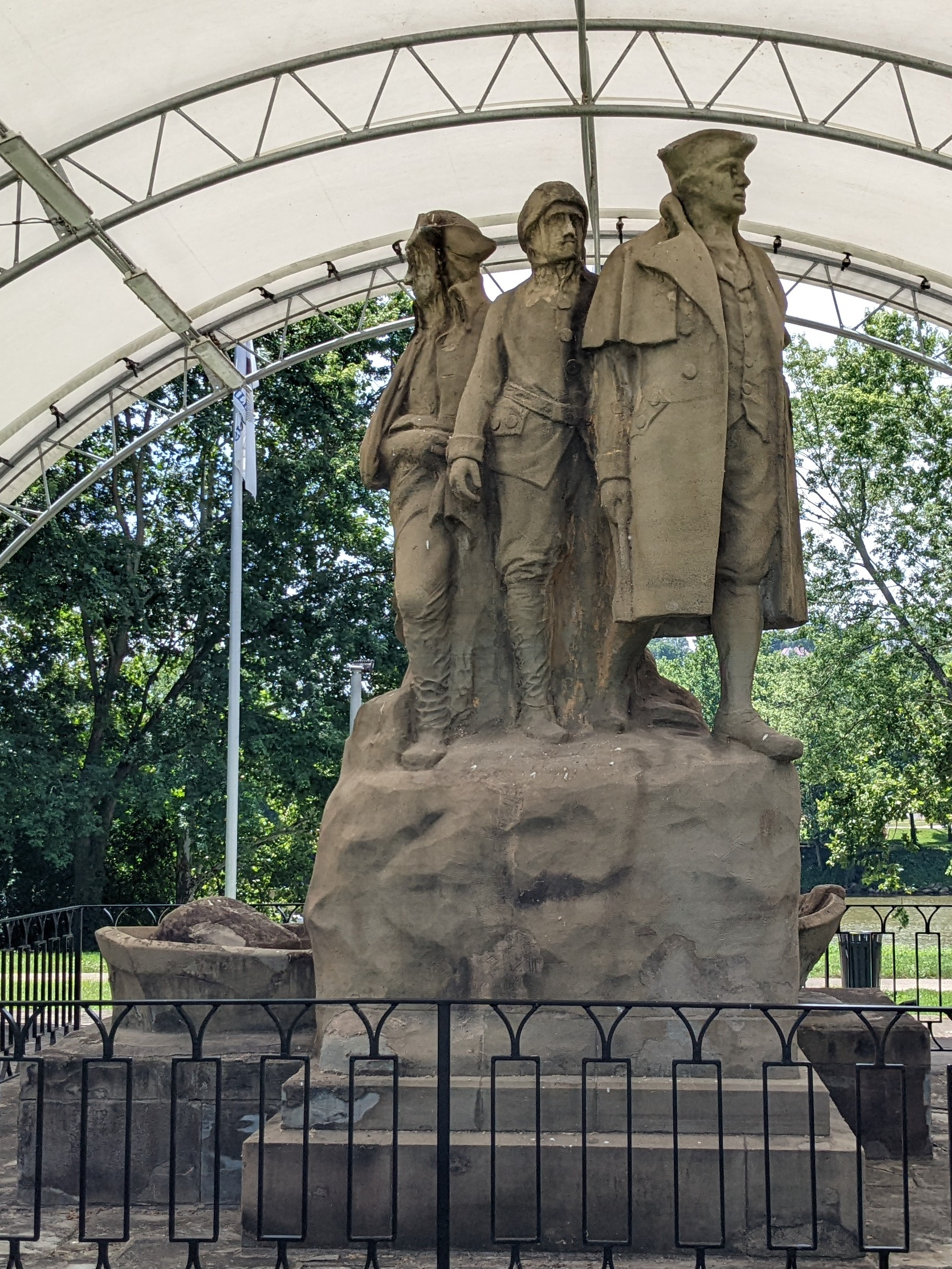
Монумент «Старт на захід» роботи Борґлума. Маріетта, Огайо

В останні роки життя Борґлум ділив свій час між Техасом та Південною Дакотою і працював не лише над Національним меморіалом на горі Рашмор, а й також над кількома іншими проектами: пам’ятником англо-американському філософу та письменнику Томасу Пейну, який планувалось встановити в Парижі, та меморіалом техаським ковбоям-погоничам худоби. Після урочистого відкриття зображення Томаса Джефферсона на горі Рашмор 30 серпня 1936 року Борґлум повернувся до Техасу, де брав участь у конкурсах на створення робіт, що вшановували кінець мексиканського правління над Техасом, але не отримав жодних замовлень.
У січні 1937 року Борґлум отримав замовлення на створення меморіалу, що вшановує просування США на захід,  — «Старт на захід», який планувалось встановити в Маріетті, Огайо. Після цього він вирушив до Європи, щоб наглядати за встановленням статуї Томаса Пейна в Парижі та бути присутнім на урочистій церемонії відкриття цього пам'ятнику. Встановлення пам'ятнику та його урочисте відкриття затримувалось, тим не менш Борґлум влаштував вечірку для тих, хто вже зібрався в Парижі на відкриття, а також запросив на неї відому сліпу американську суфражистку та письменницю Гелен Келлер, яка на той час перебувала в Англії. В Парижі Келлер сказала Борґлуму, що хотіла б ознайомитись із скульптурами Огюста Родена. Борґлум влаштував їй приватну екскурсію в паризькому музеї Родена і домовився, щоб Геллер дозволили торкатись скульптур. Пізніше Борґлум називав цю екскурсію найнезабутнішою годиною його життя, під час якої він дізнався, що душа має очі.
У лютому 1937 року, не дочекавшись встановлення та офіційного відкриття статуї Томаса Пейна, Борґлум повернувся до Техасу, де почав працювати над меморіалом «Старт на захід». У вересні 1937 року відбулась церемонія відкриття зображення Авраама Лінкольна на горі Рашмор. Між 1938 та 1939 роками Борґлум багато подорожував США із лекціями та промовами, темою яких було мистецтво, політика та трудові відносини. У січні 1941 року, коли на зимовий сезон вже перервались роботи на горі Рашмор, Борґлум готувався вирушити у черговий тур з промовами та лекціями. Однак вже у лютому 1941 року Борґлуму зробили невелику операцію, а 6 березня 1941 року він помер у Чикаго.  Спочатку Борґлума поховали на цвинтарі Роузгілл у Чикаго, а в 1944 році його перепоховали на цвинтарі Форест-лон у Каліфорнії.

## Галерея
| |
| Статуя Генрі Лоусона Ваятта, першого вбитого у громадянській війні солдата Армії Конфедерації, Ролі, Північна Кароліна, 1912 рік. |

|                                                                            |
| Пам'ятник Генрі Ворду Бічеру в дворі Плімутської церкви, Бруклін, Нью-Йорк |

|                                                    |
| Монумент засновникам Ньюарка, Нью-Джерсі, 1912 рік |

|                                                                                                 |
| Пам'ятник Джону Пітеру Олтґельду, 20-ому губернатору Іллінойсу, Лінкольн-парк, Чикаго, 1915 рік |

|                                                                      |
| Скульптура «Авіатор» в студмістечку Університету Вірджинії, 1919 рік |

|                                                                       |
| Пам'ятник губернатору Вісконсина Вільяму Гоарду в Медісоні, Вісконсин |

|                                                                   |
| Пам'ятник Александру Стівенсу, Капітолій США, Вашингтон, 1927 рік |

| |
| Північно-каролінський монумент у Геттісбурзькому національному військовому парку: солдати з Північної Кароліни в Битві під Геттісбургом, 1929 рік |

|                                                     |
| Статуя Томаса Пейна, парк Монсурсі, Париж, 1936 рік |

|                                               |
| Кінна статуя генерала Філіпа Шерідана, Чикаго |

|                                                                  |
| Статуя Гарві В. Скотта, американського піонера, Портленд, Орегон |

| |
| Пам'ятник Чарльзу Брентлі Ейкоку, 50-му губернатору Північної Кароліни, Ролі, Північна Кароліна, 1941 рік |

## Номінації та нагороди
У 1909 році Борґлум був нагороджений почесним ступенем магістра мистецтв Принстонського університету.

## Особисте життя
Борґлум фактично розійшовся зі своєю першою дружиною Елізабет Путнем Борґлум у 1901 році, коли поїхав до Америки, залишивши її в Парижі. Під час подорожі він познайомився з Мері Монтґомері, яка поверталась до США, закінчивши навчання в Берлінському університеті та здобувши там ступінь. В Мері та Ґатзона зав'язались стосунки, і згодом вона стала його секретаркою. Перша дружина довго не давала згоди на офіційне розлучення. Незабаром після того, як згода була врешті отримана, в 1909 році Борґлум одружився з Мері.
З першою дружиною в Борґлума не було дітей. У шлюбі з Мері в них народилось двоє дітей: син Лінкольн Борґлум, який також став скульптором, та дочка Мері Еліс (народилась в 1916).

## Вшанування пам'яті
У 1978 році Борґлум став лауреатом Зали слави Південної Дакоти.
У сучасній мейнстримній американській пресі Борґлума описують як антисеміта та расиста. Так, Сесилія Расмуссен у своїй статті, присвяченій Борґлуму, в Los Angeles Times пише, що: «Незважаючи на свої попередні расистські коментарі, митець захоплювався [президентом США] Лінкольном і навіть назвав свого сина на його честь». Тімоті Дваєр у Los Angeles Times також стверджує, що Борґлум був расистом, і на підтримку свого твердження наводить наступні доводи: він був членом Ку-клукс-клану і в 1923 році був навіть призначений до найвищого національного органу Ку-клукс-клану. Дайан Бернард у Washington Post також називає Борґлума расистом, зазначаючи, що був таким ще до того, як прибув до Атланти. На підтвердження своєї тези вона посилається на анти-іммігрантські коментарі Борґлума, цитуючи одного з біографів Борґлума Джона Тальяферро. Бернард також цитує один з листів Борґлума, в якому той писав: «Хоча англосакси самі тяжко згрішили проти принципу чистого націоналізму незаконною торгівлею рабами та іноземцями, саме характер вантажу в'ївся в саму моральну основу нашого расового характеру, а не моральна зіпсованість англосаксонських торговців». Браян Пітч і Джейсі Фортін у New York Times, посилаючись на витяги з листів Борґлума, опублікованих Джоном Тальяферро в біографії Борґлума, пишуть, що він сповідував антисемітські ідеї та ідеї білого супремасизму.
Біографи різняться у тому, чи був Борґлум членом Ку-клукс-клану. Говард Шефф пише, що Борґлум приєднався до організації. Роберт Ґейл, який написав статтю про Борґлума для довідника American National Biography, також пише, що Борґлум ненадовго приєднався до Ку-клукс-клану у Джорджії. Водночас Джон Тальяферро у біографії Борґлума зазначив, що хоча не має наявних доказів того, що Борґлум офіційно приєднався до Ку-клукс-клану, він був тісно пов'язаний із політикою організації.
Один із біографів Борґлума, Говард Шефф, детально обговорює антисемітські погляди Борґлума. Шефф пише, що Борґлум вірив, що міжнародні банкіри, більшість яких, як вважав Борґлум, були євреями, хочуть захопити світ. Відповідно до Шеффа, Борґлум також вірив, що євреям притаманні внутрішні унікальні риси, які робили їх жадібними та анти-соціальними зі всіма, окрім євреїв. Шефф цитує одну з письмових робіт Борґлума, в якій той писав, що євреї відмовляються ставати частиною мейнстримної цивілізації, та дотримуються своїх старих звичаїв. Шефф також зазначає, що Борґлум ділився своїми антисемітськими поглядами зі своїми друзями-євреями: юристом Феліксом Франкфуртером, бізнесменом Юджином Меєром, банкіром Джейкобом Шиффом, та фінансистом Бернардом Барухом. Як зазначає Шефф, друзі Борґлума, які були євреями, здебільшого сміялись з його поглядів та не сприймали їх серйозно. Водночас, як зазначає Шефф, коли Гітлер прийшов до влади та став переслідувати євреїв, Борґлум висловився, що «жодна цивілізована людина не могла заплющити очі на таку варварську поведінку».